# Яшпатрово
Яшпатрово (горномар. Ӓнгӹрвуй) — деревня в Горномарийском районе Республики Марий Эл России. Входит в состав Кузнецовского сельского поселения.

## География
Деревня находится в юго-западной части республики, в зоне хвойно-широколиственных лесов, к югу от автодороги 88Н-02011, на расстоянии примерно 19 километров (по прямой) к юго-востоку от города Козьмодемьянска, административного центра района. Абсолютная высота — 144 метра над уровнем моря.

### Климат
Климат характеризуется как умеренно континентальный, с умеренно холодной снежной зимой и относительно тёплым летом. Среднегодовая температура воздуха — 3,3 °С. Средняя температура воздуха самого тёплого месяца (июля) — 18,9 °C (абсолютный максимум — 37 °C); самого холодного (января) — −12,4 °C (абсолютный минимум — −44 °C). Продолжительность устойчивых морозов в среднем 127 дней. Среднегодовое количество атмосферных осадков составляет 518 мм, из которых около 358 мм выпадает в период с апреля по октябрь.

### Часовой пояс
Деревня Яшпатрово, как и вся Марий Эл, находится в часовой зоне МСК (московское время). Смещение применяемого времени относительно UTC составляет +3:00.

## Население
| 2002 | 2010 | 2014 |
| ---- | ---- | ---- |
| 115  | ↘113 | ↗117 |

### Национальный состав
Согласно результатам переписи 2002 года, в национальной структуре населения горные марийцы составляли 100 %.

## Известные уроженцы
Ерошкин Виталий Александрович (1928—2016) — марийский советский и российский деятель науки, учёный-историк, педагог, литератор, партийный работник, член Союза журналистов СССР с 1966 года. Доктор исторических наук, профессор. Заслуженный деятель науки Марийской АССР (1988). Отличник народного образования РСФСР (1980). Член КПСС.